# Sách Siêu
Sách Siêu (索超, Suo Chao) hay Tác Siêu là một nhân vật hư cấu trong tiểu thuyết Thủy hử của Thi Nại Am. Sách Siêu có biệt hiệu là Cấp Tiên Phong (chữ Hán: 急先鋒, Tiên phong nóng tính). Ở Lương Sơn Bạc, ông là đầu lĩnh thứ 19, được sao Thiên Không Tinh (chữ Hán: 天空星; tiếng Anh: Flight Star) chiếu mệnh.

## Hình dáng và tính cách
Sách Siêu cao bảy thước, mặt tròn, tai to. Ông tính tình nóng nảy như Trương Phi. Mỗi khi có chiến sự, ông đều xung phong đi đầu nên có biệt hiệu là Cấp Tiên Phong.
Sách Siêu là Chánh bài quân trong phủ Đại Danh ở Bắc Kinh, dưới quyền Lương Trung Thư, con rể Thái sư Thái Kinh. Khi Dương Chí bị đày tới Bắc Kinh, Lương Trung Thư thấy Dương Chí giỏi võ nghệ, muốn đề bạt chức võ quan, nhưng sợ các tướng không phục nên dùng giáo trường làm nơi phô diễn. Dương Chí thi đấu với Phó bài quân Chu Cẩn hai trận, đều giành chiến thắng thuyết phục. Sách Siêu vốn là sư phụ của Chu Cẩn, nhịn không nổi nên xin được đấu với Dương Chí, Lương Trung Thư cho phép cả hai dùng binh khí sở trường mà quyết đấu. Hai người đánh nhau 1 trận kịch liệt, hơn 50 hiệp bất phân thắng bại, Lương Trung Thư sợ cả hai bị thương nên truyền lệnh ngừng đấu. Sách Siêu nể phục võ nghệ của Dương Chí, từ đấy kết làm huynh đệ.

## Quy phục Lương Sơn Bạc
Lương Sơn Bạc tấn công phủ Đại Danh để giải cứu cho Lư Tuấn Nghĩa và Thạch Tú. Lương Trung Thư cho 2 quan đô giám Lý Thành và Văn Đạt làm tướng chống quân Lương Sơn, còn Sách Siêu làm tiên phong. Trận đầu tiên, ông giao chiến với tướng Lương Sơn là Tần Minh, cả hai đang đánh nhau kịch liệt thì Hàn Thao - phó tướng của Tần Minh bắn tên trúng tay ông. Lương Trung Thư sợ thế mạnh của Lương Sơn, lệnh cho toàn quân phải lui về thành cố thủ chờ viện binh.
Thái Kinh nhận được tin báo, liền phái Quan Thắng làm tướng đi chi viện cho phủ Đại Danh, nhưng Quan Thắng lại bị quân Lương Sơn đánh bại và quy thuận. Sách Siêu sau khi bình phục vết thương, lại hăng hái xin đánh. Lần này, ông rơi vào ổ mai phục và bị Quan Thắng bắt đem về nộp cho Lương Sơn. Tống Giang dùng lời lẽ thuyết phục ông nhập đảng. Ban đầu ông cự tuyệt nhưng thấy Dương Chí và một số người vốn là quan quân cũng đang ở đấy, ông liền đồng ý nhập hội.
Sách Siêu giữ chức vụ Mã quân Bát hổ tiên phong tướng, là một trong 8 tướng tiên phong của quân Lương Sơn.

## Cái chết
Sau khi nhận chiêu an của triều đình nhà Tống, Sách Siêu theo quân Lương Sơn chinh phạt nhà Liêu, Điền Hổ và Vương Khánh, lập nhiều chiến công. Trong lần đánh Phương Lạp, Sách Siêu đánh nhau với dũng tướng Thạch Bảo. Thạch Bảo không đánh đổ được Sách Siêu vờ bỏ chạy. Sách Siêu không biết là mưu của Thạch Bảo, bèn đuổi theo, kết quả ông bị Thạch Bảo đánh lén một chùy vào đầu mà chết.

## TrongĐãng Khấu Chí
Tại hồi thứ 21 "Phó Đô giám phu chùy đánh Quan Thắng, Vân công tử muôn nỏ bắn Sách Siêu", sau khi quân mã của Vân Thiên Bưu rút lui, Tần Minh và Sách Siêu không nghe lời khuyên can của Ngô Dụng, chia quân đuổi theo. Sách Siêu ngầm theo lối hang Lai Vu, hang này đường núi rất hẹp, tuyết ngập đến đầu gối. Trên núi, Vân Long đã bố trí sẵn phục binh, lao gỗ đá lấp kín cửa hang, rồi tên bắn xối xả như mưa. Sách Siêu cùng mấy nghìn người ngựa đừng hòng nghĩ đến chuyện thoát lấy nửa người nửa ngựa, tất cả đều bị bắn chết trong lớp tuyết dày dưới ngọn Trường Thành.

## Trong điện ảnh
Trong phim truyền hình Thủy Hử năm 1996, nhân vật Sách Siêu do diễn viên Trương Hạo thủ vai.
Trong phim Thủy Hử năm 2011, nhân vật Sách Siêu do võ sĩ, diễn viên Lưu Hải Long thủ vai.